# Han-lès-Juvigny
 Han-lès-Juvigny  là một xã thuộc tỉnh Meuse trong vùng Grand Est đông nam nước Pháp. Xã này nằm ở khu vực có độ cao trung bình 310 mét trên mực nước biển.